# Derrynasaggart
La Derrynasaggart Mountains è una catena montuosa irlandese situata nella contea di Cork, in Irlanda. Sono situate in una zona che si estende dalla parte centrale della contea, fino al confine con la contea di Kerry e possono essere intraviste dalla N22 road, in direzione di Kerry. Sono visibili anche dalle cittadine di Clondrohid, Macroom e Ballyvourney (Baile Mhuirne).

## Punta più alto - Mullaghanish
Il punto più alto è rappresentato dalla montagna di Mullaghanish. È collocata vicino a Ballyvourney e, sulla sua sommità, sono collocati i ripetitori di importanti televisioni irlandesi come: RTÉ, TG4, Today FM, Radio Kerry e Newstalk.